# Uzboi Vallis
Uzboi Vallis ist ein Tal in der Region Noachis Terra auf dem Mars. Es ist benannt nach dem Fluss Usboi in Turkmenistan.

## Lage
Uzboi Vallis beginnt am nördlichen Ende der Argyre Planitia, genauer am Nordrand des Kraters Bond, führt nordwärts in einem Bogen um den Krater Martynov herum und weiter in nordöstlicher Richtung. In Höhe des nördlichen Kraterrandes des Martynov-Kraters mündet von Westen her das Nirgal Vallis – ein langgezogenes schmales Tal – in das Uzboi Vallis ein. Unmittelbar nördlich davon befindet sich der Krater Luki, welcher später entstand und das Tal überprägte. Im weiteren Verlauf trifft das Tal auf den Südwestrand des Holden-Kraters. Hier schuf das Wasser einen tiefen Einschnitt in den Kraterrand.
Das Tal hat eine Länge von ca. 400 km, ist 20 km breit und bis zu 1600 m tief.

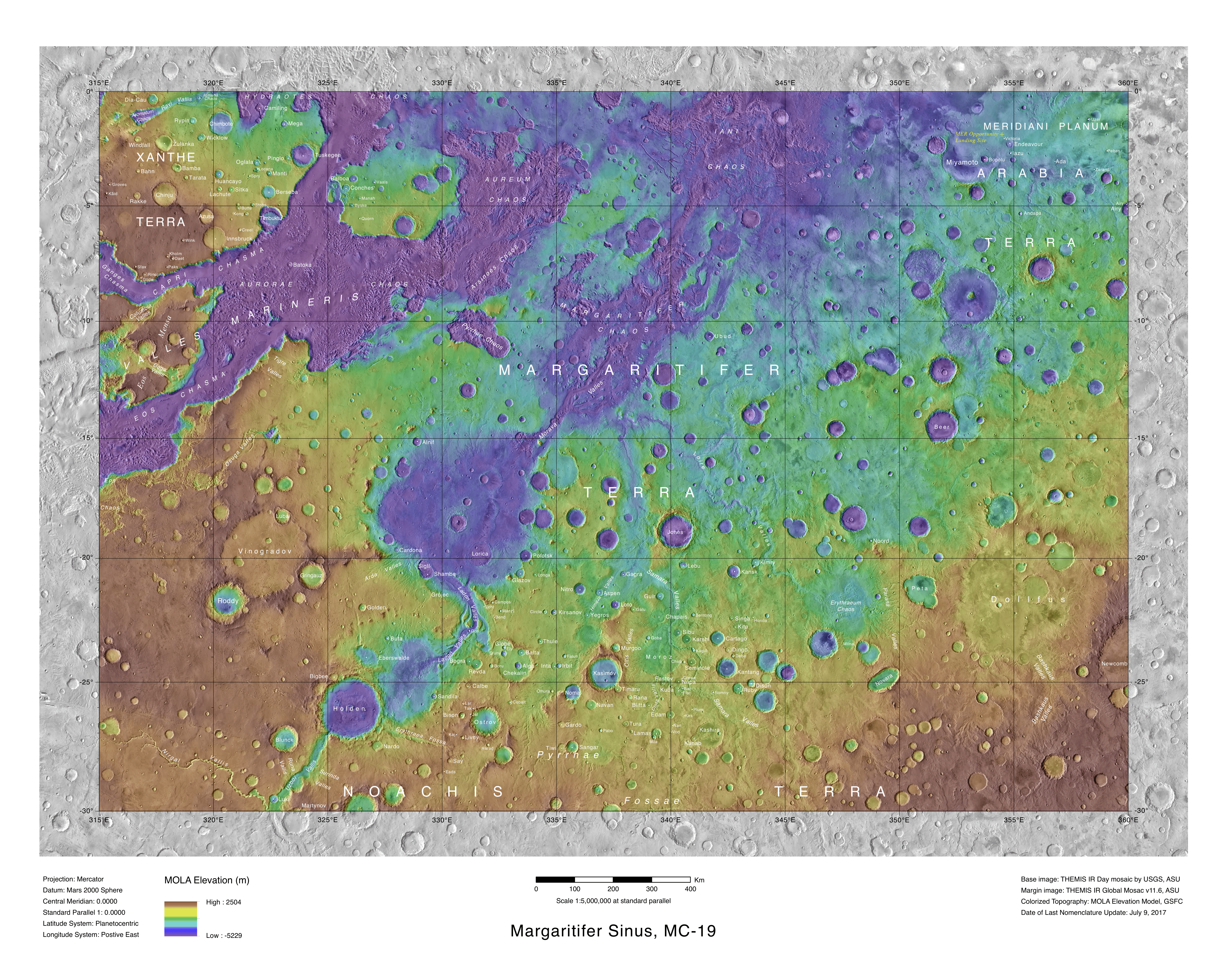
Das Uzboi Vallis innerhalb des Uzboi-Ladon-Morava-Systems (ULM-Systems). Es ist am unteren linken Kartenrand zu erkennen.Quelle: THEMIS IR Day mosaic by USGS, GSFS Date of last omenclature Update: July 9, 2017

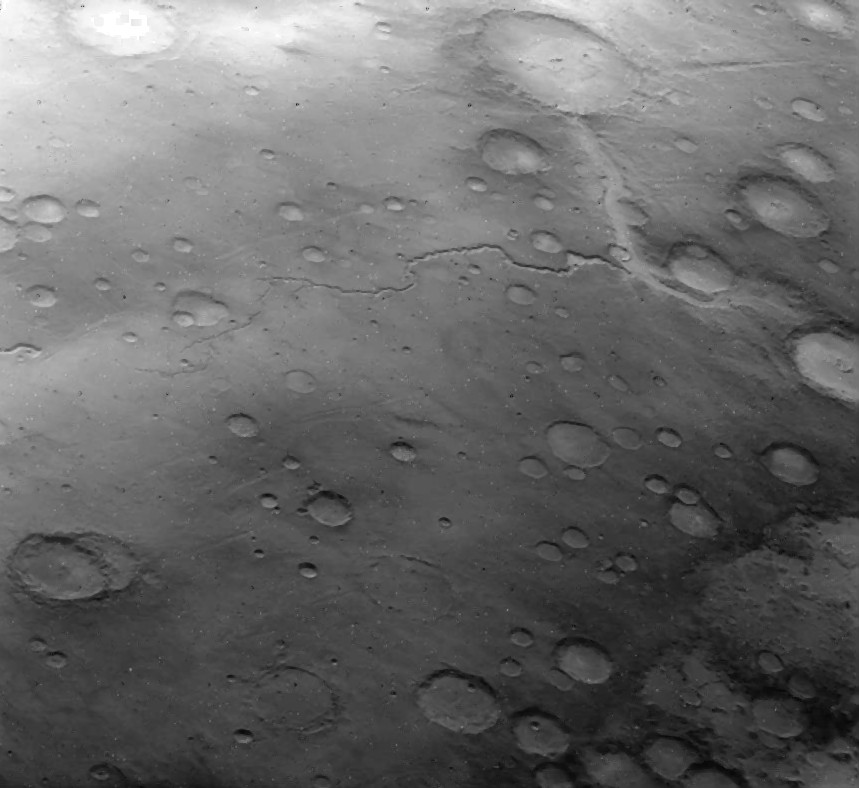
Aufnahme der Raumsonde Viking 1: Uzboi Vallis ist zusammen mit den Kratern Holden, dem Nirgal Vallis, dem Krater Martynov und dem Krater Bond und zu erkennen.

## Entstehung
Uzboi Vallis entstand durch fließendes Wasser. Es weist Spuren mehrerer Entwicklungsphasen auf: So ist in der ersten Phase das breite Tal entstanden, und in einer späteren Phase hat sich in der Talsohle eine schmalere Rinne gebildet.
In diesem Tal befand sich in früherer Zeit ein See, der ungefähr die Größe des Lake Ontario aufwies und sich vom Krater Bond bis zum Krater Holden erstreckte und den Krater Martynov mit einschloss. Man nimmt an, dass der Holden-Krater den früheren Wasserlauf überprägte und dadurch das Wasser im Uzboi-Vallis zurückgestaut wurde, bevor es den Kraterrand des Holden-Kraters durchbrach und diesen flutete.
Man nimmt an, dass es zum Uzboi-Ladon-Morava-System (ULM-System) gehört, ein einstmals zusammenhängendes Flusssystem, dessen Quelle sich am Rand des Kraters Argyre befand und sich von dort über das Uzboi Vallis, Ladon, Magarifiter und Ares Vallis erstreckte und letztendlich in die Chryse Planitia mündete. Mit über 8000 km stellt es das längste bekannte Flusssystem im Sonnensystem dar. In späterer Zeit wurde das Abflusssystem durch verschiedene Impakte wie dem Holden-Impakt unterbrochen.